# Buriville
Buriville je francouzská obec v departementu Meurthe-et-Moselle v regionu Grand Est. V roce 2013 zde žilo 71 obyvatel.

## Poloha
Sousední obce jsou: Azerailles, Bénaménil, Flin, Fréménil, Hablainville, Ogéviller, Réclonville a Saint-Clément.

## Vývoj počtu obyvatel
Počet obyvatel